# برينزيو
برينزيو هي قريه في مقاطعة فاريزي في محافظة لومباردي الإيطالية ، وتقع على بعد حوالي 60 كيلومتر (37 ميل) شمال غرب ميلانو تقريبا 8 كيلومتر (5 ميل) شمال غرب فاريزي . اعتبارًا من 31 ديسمبر 2004 ، وكان عدد سكانها 862 نسمة وتبلغ مساحتها 6.4 كيلومتر مربع (2.5 ميل2) . 
تتمحور محافظة برينزيو على حدود المدن التالية: بيدرو فالكوفيا و قلعة كبياليو و اندونو أولونا و رانسيو فالكوفياو فالجانا و فاريزي .

## علاقات دولية

### المدن التوأم - المدن الشقيقة
توأمت برينزيو :
- Chaux, France (2013).[3]

## روابط خارجية
- www.comune.brinzio.va.it